# عبد المجيد الظلمي
عبد المجيد الظلمي (مواليد 19 أبريل 1953 في الدار البيضاء - 27 يوليو 2017) هو لاعب كرة قدم مغربي، لعب سابقاً مع المنتخب المغربي، ونادي الرجاء البيضاوي. 

## مسيرته الرياضية
لعب الظلمي لصالح  نادي الرجاء البيضاوي في البطولة الوطنية المغربية. كما لعب مع المنتخب المغربي لكرة القدم في الألعاب الأولمبية الصيفية لعام 1984  وفي نهائيات كأس العالم لكرة القدم 1986.
في عام 2006، اختاره الاتحاد الأفريقي لكرة القدم كواحد من أفضل 200 لاعب كرة قدم أفريقي خلال الخمسين عامًا الماضية.

## اعتزاله

صورة تعود لسنة 1989، عبد المجيد الظلمي رفقة نادي الرجاء البيضاوي، في مركب محمد الخامس، في الصف المنتصب، اللاعب الثاني يمين الصورة

اعتزل اللعب مع المنتخب الوطني المغربي سنة 1988 لكنه واصل العطاء مع فريقي الرجاء وجمعية الحليب حيث اِعتزل نهائياً سنة 1991.

## وفاته
توفي عبد المجيد الظلمي مساء الخميس 27 يوليو 2017 على إثر نوبة قلبية مفاجئة عن عمر يناهز 63 عامًا.

## كتاب السيرة الذاتية
- كتاب سيرة تحت عنوان «عبد المجيد ظلمي.. المايسترو» للصحافي كريم إدبيهي.[6][7][8]

## إنجازاته
المغرب
- الدور ال16 في كأس العالم 1986.
- بطل كأس الأمم الأفريقية 1976 بإثيوبيا.
- المركز الثالث كأس الأمم الأفريقية 1980.

 الرجاء البيضاوي
- بطل كأس العرش سنوات: 1974، 1977 و1982.

### فردية
- «جائزة اليونسكو» للعب النظيف أول لاعب يتحصل عليها في العالم (لم يحصل على إنذار في حياته)[9]
- الاتحاد الدولي لتاريخ وإحصاءات كرة القدم تشكيلة الأحلام في تاريخ المنتخب المغربي.[10]